# Lhacène Ziani
Lhacène Ziani  né à Timezrit en 1953 est un  poète et écrivain kabyle. Il est parolier du groupe Ideflawen et vit actuellement au Québec.

## Biographie
Durant ses années d'université Lhacène Ziani fonde le groupe de musique kabyle Ideflawen en 1977, il demeure à ce jour leur parolier,. Ses poésies sont également chantées notamment par Nouara, dite la diva Kabyle, Idir et Ferhat Mehenni mais aussi par Faïd Boualem, Berbanya, Karim Saada, Mila, Tara, Amzik, Smaïl Issek et bien d'autres encore.

## Militant
Très jeune, Lhacène Ziani commence dans l'activisme politique pour défendre son identité et sa culture kabyles. En 1989 , il est membre fondateur du Rassemblement pour la culture et la démocratie, il en devient secrétaire national à l’information l'année suivante. En 2009, il devient représentant du Mouvement pour l'autodétermination de la Kabylie (MAK) au Québec et au Canada.

## Parcours professionnel
En Algérie, parallèlement à l'exercice de son art, Lhacene Ziani fréquenta plusieurs filières à l'université d'Alger dont l'architecture, les mathématiques et le commerce international pour terminer post gradué par le diplôme de gestion de projets informatiques (INPED -Algérie). 
Il occupa essentiellement les postes d'enseignant en mathématiques au secondaire à Alger, d'ingénieur en informatique au sein des douanes algériennes et de directeur d'entreprise municipale de construction dans sa commune natale (Timezrit). 
En 1991, Lhacène Ziani s'installe au Canada. Il  accomplit entre 1992 et 1996, les études de maitrise en mathématiques-informatique (UQAM) dont il a complété l'ensemble des cours sans déposer le mémoire portant sur les algorithmes génétiques qu'il avait entamé avec le professeur Alexander Friedmann et dans le sillage duquel il avait publié les aspects introductifs pratiques et  pédagogiques  de sa recherche http://jmainy.free.fr/guill.web-/Algogen.html). 
.Pour des raisons professionnelles , il entreprend des formations qui le menèrent à des certifications en assurance qualité logicielle (collège de Bois-de Boulogne Montréal), en planification financière (ministère des finances Québec), ITIL (Fujitsu Canada) et autres spécialisations professionnelles.
Il est chargé de cours de mathématiques et d’informatique à l'Université du Québec à Montréal, puis, de 1996 à 2000, chargé de cours de mathématiques et d’informatique au collège de la cité Saint-Jérôme (Basses Laurentides). Entre 2000 et 2007, il est gestionnaire de la qualité informatique. Depuis 2008, il est gestionnaire de projets et expert en méthodologie. Il œuvre jusqu'à  2024 encore dans la méthodologie et l'analyse d'affaires en technologies de l'information. 
Livres publiés:
- 2004 : Le Soupir, ed. CIDHCA, Montréal.
- 2005 : Tijeğğigin n wawal, Ed. Le Grenier Montréal.
- 2007 : L’Énigme, éditions Voix Libre, Montréal[3],[4].
- 2013 : Le bon vieux Temps, éditions Voix Libre, Montréal.
- 2023: Croire ou penser, éditions Amazon.

Il se définit lui-même, dans le poème Tiraillé, comme « fait d'un paysan, d'un artiste et d'un intello qui se font éternellement la guerre ».

## Gouvernement provisoire Kabyle (2010-2017)
Depuis la création du Gouvernement provisoire kabyle par son président Ferhat Mehenni, Lhacène Ziani était ministre de la langue kabyle, de l'enseignement et de la recherche scientifique et de la formation. Puis ministre de la médiation depuis février 2014. Le conseil des ministres lui confie[Quand ?] la mission de rapprocher toutes les forces agissantes kabyles et d'œuvrer pour la constitution d'un parlement kabyle. Le 1er juin 2015, il devient vice-président du Gouvernement provisoire kabyle. Le 1er juillet 2016, il est nommé Premier ministre du Gouvernement provisoire kabyle, poste qu'il a occupé jusqu'au 15 octobre 2017,.